# 韦尔泰马泰孔米诺普廖
韦尔泰马泰孔米诺普廖（義大利語：Vertemate con Minoprio），是意大利科莫省的一个市镇。总面积5.77平方公里，人口4017人，人口密度696.2人/平方公里（2009年）。ISTAT代码为013242。